# 乙夫人
乙夫人（?—?），中国十六国後燕的篡位者兰汗的妻子。398年，後燕皇帝慕容宝在龙城被兰汗杀死，兰汗自立为王，慕容宝的儿子慕容盛投降兰汗。在乙夫人和女儿兰妃的求情下兰汗赦免了慕容盛，但是事与愿违，慕容盛设计杀害了兰汗，夺取了皇位。